# ヘレン笹野
ヘレン 笹野（へれん ささの、本名：ヘレン・ジーン・ミスリンスキー 1962年9月7日 - ）は、元アイドル歌手・タレント・女優。アメリカ合衆国・ミシシッピー州出身。キティミュージックコーポレーション（後のキティエンタープライズ）に所属していた。

## 来歴・人物
父はポーランド系のアメリカ人、母が日本人。1968年に沖縄に移住（この当時の沖縄はまだアメリカの占領下）、1970年に日本本土へ移り（この時点で“初来日”）、相模原キャンプに在住。高校生の時は陸上競技やバレーボール、チアリーダーで活動。高校3年生の時にレポーターの仕事を始める。1979年6月、座間アメリカンハイスクール卒業。最初は獣医になりたく、大学もアリゾナ大学、マサチューセッツ大学に合格していたが、日本に残る。1981年3月、東芝EMIより「キュン!と片想い」で歌手デビュー。その活動は幅広く、グラビア、歌手、女優、司会とテレビ、ラジオ、雑誌、CM等で活動。東芝のラジカセのテレビCMに出演の際、自身の曲「初恋同志」が使用された。
「びっくり日本新記録」のアシスタント役の決まりごととして、優勝者の頬にキスする役目を果たしており、ドラマ、「青春INGS ゆう子とヘレン」では最後に毎回、共演者の斉藤とも子とのミニ英語講座があった。
日本では「アニメ うる星やつら」主題歌を歌った1984年以降、主だった活動はしていないが、1991年8月18日の記念イベント「うる星やつら10th ANNIVERSARY IN 日本武道館」でステージに立ち『心細いな』を歌った。その時期はアメリカ・テキサス州オースチンに在住していた様である。
現在は結婚を経て、アメリカで生活している。2009年にHelen Inghamの名義で地元にあるウォーターパークのテレビCMに出演したのが確認されている。その後は2016および2018年にこの名前でのドラマ出演の情報があるが、2025年現在、事務所のwebサイトのプロフィールのページでの名前表記はHelen Jeanとなっており、2018年以降のいずれかの時点で本名表記に戻したものと推測される。同ページによるとアニー・アイリーンとトミー・スコットの二児の母であり、娘のアニーは2010年前後で子役女優として活動していた模様。

## 音楽

### シングル
| 発売日         | 規格品番  | 面 | タイトル            | 作詞                      | 作曲           | 編曲       | 備考                                                   |
| -------------- | --------- | -- | ------------------- | ------------------------- | -------------- | ---------- | ------------------------------------------------------ |
| 1981年3月5日   | WTP-17099 | A  | キュン!と片想い     | 杉山政美                  | 木森敏之       | 木森敏之   |                                                        |
| 1981年3月5日   | WTP-17099 | B  | 恋はシュガー        | 杉山政美                  | 木森敏之       | 木森敏之   |                                                        |
| 1981年6月      | WTP-17171 | A  | Do you love me?     | 杉山政美                  | 鈴木キサブロー | 松原正樹   |                                                        |
| 1981年6月      | WTP-17171 | B  | Walking In The Rain | 杉山政美                  | 鈴木キサブロー | 松原正樹   |                                                        |
| 1981年10月21日 | WTP-17209 | A  | 初恋同志            | 安井かずみ                | 筒美京平       | 信田かずお | 小川みき「燃える渚」（1973年）の異名同曲異歌詞         |
| 1981年10月21日 | WTP-17209 | B  | 外はムーンライト    | 杉山政美                  | 惣領泰則       | 惣領泰則   |                                                        |
| 1982年4月1日   | WTP-17310 | A  | 心細いな            | 地恵子シュレイダー/實川翔 | 小林泉美       | 星勝       | フジテレビ系アニメ「うる星やつら」エンディングテーマ曲 |
| 1982年4月1日   | WTP-17310 | B  | マルガリータ        | 安藤芳彦                  | 小林泉美       | 星勝       |                                                        |

### アルバム
| 発売日        | レーベル                  | 規格           | 規格品番   | アルバム |
| ------------- | ------------------------- | -------------- | ---------- | --- |
| 1981年        | 東芝EMI/EASTWORLD         | LP             | WTP-90071  | ROMANTIC SUMMER 1. Do you love me? 2. 渚のドライブ 3. ジョニー・エンジェル 4. サーファー・カットにベビー・フェイス 5. 恋のレインボー 6. キュン!と片想い 7. Walking in the rain 8. ハートでキッス 9. 恋はシュガー 10. 外はムーンライト |
| 2008年8月27日 | EMIミュージック・ジャパン | CD（紙ジャケ） | TOCT-26640 | ROMANTIC SUMMER 1. Do you love me? 2. 渚のドライブ 3. ジョニー・エンジェル 4. サーファー・カットにベビー・フェイス 5. 恋のレインボー 6. キュン!と片想い 7. Walking in the rain 8. ハートでキッス 9. 恋はシュガー 10. 外はムーンライト |
| 1982年9月1日  | 東芝EMI/EASTWORLD         | LP             | WTP-60448  | 心細いな 1. 初恋同志 2. 心細いな 3. マルガリータ 4. サーファーカットにベビーフェイス 5. Cue! Cue! Cue 6. 失恋模様 7. CRAZY LOVE 8. セニョリータ |
| 2003年12月3日 | ユニバーサルミュージック  | CD             | TOCT-25265 | アイドル・ミラクルバイブルシリーズ ヘレン笹野 1. キュン!と片想い 2. 恋はシュガー 3. ウォーキング・イン・ザ・レイン 4. ドゥー・ユー・ラヴ・ミー 5. 外はムーンライト 6. 初恋同志 7. マルガリータ 8. 心細いな 9. サーファー・カットにベビー・フェイス 10. ジョニー・エンジェル 11. ハートでキッス 12. 渚のドライブ 13. 恋のレインボー 14. CRAZY LOVE 15. Cue!Cue!Cue! 16. セニョリータ 17. 失恋もよう |

### オムニバス アルバム
- うる星やつら ザ・ヒット・パレード（1991年06月25日 キティ）収録曲 2曲「心細いな」「マルガリータ」
- うる星やつら・ラムのベストセレクション（1993年12月22日 キティ）収録曲1曲「心細いな」
- 筒美京平ウルトラ・ベスト・トラックス〜東芝EMI編Vol.4 ガールズ・ポップ80'S（1998年2月25日 東芝EMI）収録曲 1曲「初恋同志」
- うる星やつら TVテーマソングベスト（1999年03月17日 ポニーキャニオン）収録曲1曲「心細いな」
- おしえてアイドル 東芝EMI編『秘密じゃないけど秘密』（2000年09月25日 P-VINE）ジャケット表紙写真 収録曲 1曲「キュン!と片想い」
- BOMB presents「永遠の'80蔵出しアイドル大集合!」（2002年12月04日 EMIミュージック・ジャパン）収録曲 1曲「初恋同志」
- 昭和のアイドル・ベスト（2010年06月30日 EMIミュージック・ジャパン）収録曲1曲「心細いな」

## 出演

### テレビ

#### ドラマ
- 俺はご先祖さま（日本テレビ、1981年12月〜1982年3月）Miyo役
- 青春INGS ゆう子とヘレン（関西テレビ 阪急ドラマシリーズ、1982年10月〜1983年3月）ヘレン役 共演 斉藤とも子

#### バラエティー
- ぴったし カン・カン（TBS、久米宏司会の時）
  - ぴったしチームのレギュラー回答者
- びっくり日本新記録（よみうりテレビ、司会は大野しげひさ）
  - アシスタント役

### ラジオ
- ベースボールジョッキー 二郎・ヘレンのハイ!歌謡曲（TBSラジオ）
- サンデー新曲ベストテン（ニッポン放送）
- 深夜放送No.1（アール・エフ・ラジオ日本）

### CM
- 東芝ラジカセ・BOMBEAT